# August Feustel
Friedrich August Feustel (* 8. Mai 1828 in Tannendorf; † 9. Juli 1896 in Greiz) war ein deutscher Webermeister, Fabrikant und Politiker.

## Leben
Feustel war der Sohn des Zimmermanns Johann Michael Feustel in Tannendorf und dessen Ehefrau Johanne Sophie geborene Dietel aus Tannenberg. Er war evangelisch-lutherischer Konfession und heiratete am 30. Januar 1835 in Greiz in erster Ehe Henriette Luise Winkler (* 29. Juli 1832 in Greiz), die Tochter des Lein- und Zeugwebers Franz Wilhelm Winkler aus Greiz. Am 26. Dezember 1860 heiratete er in Greiz in zweiter Ehe Auguste Wilhelmine Lippold verw. Kriester (* 26. Februar 1835 in Greiz; † 27. November 1917 ebenda), die zweite Tochter des Chirurgen Franz Heinrich Lippold.
Feustel lebte als Webermeister und Fabrikant in Greiz. Vom 16. April 1868 bis zum 31. Dezember 1884 und erneut bis 1896 war er Stadtverordneter und dann Mitglied des Gemeinderats und dort ab 1896 Vorsitzender. 1892 wurde er Stadtrat. Vom 16. Dezember 1892 bis zum 9. Juli 1896 war er Abgeordneter im Greizer Landtag.